# Saint-Marcouf, Calvados
Saint-Marcouf är en kommun i departementet Calvados i regionen Normandie i norra Frankrike. Kommunen ligger i kantonen Isigny-sur-Mer som ligger i arrondissementet Bayeux. År 2022 hade Saint-Marcouf 86 invånare.

## Befolkningsutveckling
Antalet invånare i kommunen Saint-Marcouf
Referens:INSEE